# Культура новгородских сопок
Культура новгородских сопок — славянская раннесредневековая археологическая культура, существовавшая на территории современного Великого Новгорода в VIII—X веках.
Сформировалась примерно в VII—VIII веках в результате миграционных потоков славянского населения. Восприняла многие традиции балтийских и местных финно-угорских племён. Археология на данный момент не располагает сведениями о путях[уточнить] расселения славян в данный регион.

## Характерные особенности
Данные о культуре новгородских сопок в настоящий момент ограничиваются материалами погребальных древностей. Абсолютное большинство сопок находится на мелких речках, не пригодных для судоходства, и концентрируется в районах, наиболее пригодных для занятий земледелием.
Носители культуры новгородских сопок изначально являлись представителями разнообразного в этническом отношении населения, при этом славяне в итоге оказались доминирующим компонентом. Так, характерным примером вклада прибалтийско-финского населения в формирование культуры является традиция предварительного выжигания огнём («очищения огнём») площадки, предназначенной для сооружения погребальных курганов (сопок). Данное действие выполнялось с культовыми целями и не было свойственно другим регионам славянского мира в раннем Средневековье, однако указанный ритуал имеет аналоги в погребальных памятниках ряда прибалтийско-финских племён. Отличительной чертой балтского компонента в культуре новгородских сопок является применение камня в погребальных обрядах. Данный элемент культуры характерен для ятвяжских памятников. Умерших в сопках хоронили исключительно по обряду трупосожжения, и большинство исследованных погребений принадлежат к безынвентарным. Некоторые сопки находятся в низовьях Волхова, и их относят уже к скандинавским (каменные вымостки треугольной формы и сложенные из валунов стенки).
В междуречье нижней Вислы и Эльбы часто встречается керамика, близкая к славянской.
Памятники культуры имеют следующие признаки:
- Доминирующий тип поселений
- Керамика
- Основной тип погребений
- Украшения

## Наследие культуры
Исследователи оценивают влияние культуры новгородских сопок на последующие как ключевое. Близка к культуре псковских длинных курганов (VII—X века), и стала вместе с последней основой древнерусской культуры Новгорода и Пскова.